# Manuel Casanoves i Casals
Manuel Casanoves i Casals (Olesa de Montserrat, 21 d'agost de 1927 – Barcelona, 15 d'abril de 2010) va ser un religiós claretià, catalanista, esperantista i defensor dels drets humans català. Va ser fundador de la secció espanyola d'Amnistia Internacional i també el primer president de l'Associació Catalana d'Esperanto.
Tot i que va néixer a Olesa de Montserrat, des dels 3 anys va viure a Barcelona, al núm. 30 del c/ Sant Antoni Maria Claret.
Familiaritzat des de petit amb la llengua auxiliar internacional (havia estat alumne d'un altre esperantiste cèlebre, Delfí Dalmau), després de la dictadura de Franco va participar molt activament en la creació de l'Associació Catalana d'Esperanto, de la qual va ser el primer president (1980-1986). Com a esperantista, al llarg de la seva vida va oferir cursos de la llengua i va ser el president de diverses edicions dels Jocs Florals Internacionals. Va llegir el discurs de l'edició de 1978, la primera que va tenir lloc des de 1936 i on va guanyar la Flor Natural Kris Long. Va organitzar nombrosos congressos nacionals i internacionals, on acostumava a fer la missa en esperanto. També va ser durant molts anys el representant a l'estat espanyol de la Unió Internacional Esperantista Catòlica (IKUE). Va fer recerca sobre religiosos esperantistes, incloent-hi una completa biografia sobre Aleksandro Dombrovski, membre del Lingva Komitato des de 1908, autor del primer llibre en lituà per aprendre esperanto (1890) i una de les persones clau en la creació d'IKUE.
A Anglaterra va tenir contactes amb personatges de la resistència catalana a l'exili. Va descobrir la doctrina social de l'Església i la Declaració dels Drets Humans. El 1961 va llegir al diari The Observer l'article «Els presoners oblidats» de l'advocat catòlic Peter Benenson, que d'alguna manera significa l'inici d'Amnistia Internacional. En una entrevista a la revista Foc Nou, el Pare Casanoves explica el que deia l'article: «Obriu el diari qualsevol dia de la setmana i trobareu la notícia que en alguna part del món algú ha estat empresonat, torturat o executat, perquè les seves opinions o les seves creences religioses són inacceptables pel seu govern. Són uns quants milions de persones, i cada vegada n'hi ha més. Llegint el diari s'experimenta un anguniós sentiment d'impotència. Però si aquests sentiments de repulsió es poguessin canalitzar arreu del món en una gran acció en comú, es podria fer alguna cosa realment efectiva.» El primer cas que Bennenson denunciava era el d'un grup d'estudiants portuguesos que en aquell moment havien estat empresonats. La iniciativa aviat tingué un gran ressò, altres advocats i escriptors s'hi afegiren i entre ells hi havia una persona de l'estat espanyol: el pare claretià Manuel Casanoves. 
Després de llegir aquest article, decideix contactar Benenson. Li envia un article sobre la situació catalana, que escriu a partir del discurs de Jordi Pujol davant el consell de guerra. Aquest article serà publicat a la revista trimestral Amnesty l'11 de maig de 1962 amb el títol «Catalan Protest» i amb el pseudònim Jordi Quatribarrat. Abans, sobre el mateix contingut, ja havia enviat una carta al director a la revista religiosa The Tablet. Segons el seu diari, el 12 de març de 1962 el Pare Casanoves va rebre el carnet de membre d'Amnistia Internacional. Després de la mort de Franco, el 12 de març de 1976 va participar en una de les primeres reunions que van tenir lloc a Barcelona per iniciar una campanya contra la tortura a Uruguai. Després vindrien els casos de Paraguai i Xina. Quan es va poder treballar des de la legalitat, va participar activament en la creació de la secció catalana i espanyola d'Amnistia Internacional. El 15 de juliol de 1978 se celebrà a Barcelona l'assemblea constituent d'Amnistia Internacional. La reunió definitiva va tenir lloc el 16 de desembre d'aquell any a Madrid als locals de Cambio 16 i, amb presència d'observadors estrangers, Manuel Casanoves va ser elegit president de l'organització a l'estat espanyol.

## Obres
- Escriviu bé el català II. Manual d'ortografia. Barcelona, Editorial Claret, 1963.
- Parleu bé el català II. Normes pràctiques. Barcelona, Editorial Claret, 1966.

A més, va deixar molts escrits sense publicar, entre ells 34 llibretes que formen el seu diari. En paraules del Pare Màxim Muñoz Duran, Provincial dels Claretians de Catalunya, "un testimoni excepcional de la vida social, cultural i eclesial del nostre país, de la nostra Església i del nostre món.